# Mariusz Zajączkowski
Mariusz Zajączkowski (ur. 1974) – polski historyk specjalizujący się w dziejach stosunków polsko-ukraińskich (ze szczególnym uwzględnieniem lat 40. XX w.), politolog, doktor nauk społecznych, magister archeologii i historii.

## Życiorys
W 1999 roku uzyskał tytuł magistra archeologii na UMCS w Lublinie. Od 2000 do 2022 roku pracownik (inspektor, a później starszy specjalista) Biura Edukacji Publicznej w lubelskim oddziale Instytutu Pamięci Narodowej. Od 2002 roku magister historii (UMCS) i uczestnik programu Harvard Ukrainian Summer Institute w zakresie studiów ukraińskich na Uniwersytecie Harvarda. W 2013 roku uzyskał doktorat w zakresie nauk politycznych na ISP PAN i został tam adiunktem w Katedrze Historii Ziem Wschodnich. Do jego głównych zainteresowań badawczych należą relacje polsko-ukraińskie (szczególnie w latach 40. XX w.). Całościowo opracował zagadnienie działalności ukraińskiego podziemia na Lubelszczyźnie w okresie II wojny światowej i tuż po niej. Współredaktor tomu studiów «Giedroyć a Ukraina. Ukraińska perspektywa Jerzego Giedroycia i środowiska paryskiej „Kultury”» i współautor Teki Edukacyjnej IPN „Stosunki polsko-ukraińskie w latach 1939-1947”. W 2013 r. jeden ze współtwórców wystawy IPN: «Polacy-Ukraińcy 1943-1945. „Antypolska akcja” OUN i UPA Bandery. Rzeź wołyńsko-galicyjska w dokumentach ukraińskich». Członek powstałego w 2015 roku Polsko-Ukraińskiego Forum Historyków. Publikował w pracach zbiorowych i na łamach pisma IPN „Pamięć i Sprawiedliwość”. W IPN przestał pracować 30. kwietnia 2022 roku. Aktualnie pozostaje zatrudniony jako adiunkt w ISP PAN i od czerwca 2024 roku członek redakcji w Wojskowym Biurze Historycznym. 
Laureat Nagrody im. prof. Tomasza Strzembosza za rok 2016 dla autora najlepszej książki dotyczącej najnowszej historii Polski za opracowanie Ukraińskie podziemie na Lubelszczyźnie w okresie okupacji niemieckiej 1939-1944. Książka ta została nominowana także do Nagrody im. Oskara Haleckiego w kategorii najlepszej książki naukowej poświęconej dziejom Polski i Polaków w XX wieku w ramach VIII edycji konkursu „Książka Historyczna Roku”.

## Książki i artykuły
- Ukraińskie podziemie na Lubelszczyźnie w okresie okupacji niemieckiej 1939-1944 (Lublin-Warszawa 2015)
- Pod znakiem króla Daniela. OUN-B i UPA na Lubelszczyźnie 1944-1950 (Lublin-Warszawa 2016)
- Międzynarodowe aspekty akcji „Wisła” (Warszawa 2020) (współautor)
- Wierzchowiny 1945. Fakty i mity, współczesne dyskursy historyczne i spory interpretacyjne o sprawstwo zbrodni i Narodowe Siły Zbrojne (Warszawa 2023)